# 5122 Mucha
5122 Mucha (1989 AZ1) là một tiểu hành tinh vành đai chính được phát hiện ngày 3 tháng 1 năm 1989, bởi A. Mrkos ở Klet.